# Astrid Sandvik
Astrid Olsdatter Sandvik (ur. 1 października 1939 w Aker) – norweska narciarka alpejska.
Zajęła szóste miejsce w slalomie podczas igrzysk olimpijskich w Cortinie d’Ampezzo w 1956 roku. Startowała również na dwóch kolejnych zimowych igrzyskach olimpijskiich.
Zdobyła srebrny medal w slalomie gigancie na zimowej uniwersjadzie w 1962 w Villars-sur-Ollon.
W 1963 r. Sandvik otrzymała medal Holmenkollen. Jest jedną z 14 osób, które nie uprawiały narciarstwa klasycznego, a otrzymały to wyróżnienie. Pozostali to: Stein Eriksen, król Haakon VII, Inger Bjørnbakken, Borghild Niskin, król Olaf V, Erik Håker, Jacob Vaage, król Harald V, królowa Sonja i Ole Einar Bjørndalen (Norwegia) oraz Ingemar Stenmark ze Szwecji, Michael Greis i Andrea Henkel z Niemiec.